# Рентгенівська літографія
Рентгенівська літографія — технологія виготовлення електронних мікросхем; варіант фотолітографії, що використовує експонування (опромінення) резисту за допомогою рентгенівських променів.

## Опис
Рентгенівська літографія використовує м'яке рентгенівське випромінювання з довжиною хвилі 0,4-5,0 нм. Пучок рентгенівських променів пропускається через шаблон і експонує шар резисту. Оптичними елементами рентгенівських літографічних установок можуть бути дзеркала (рефлектори) на основі наногетероструктур із шарами Ni-C, Cr-C, Co-C, Mo-C, W-C, і зонні пластинки, як шаблони використовують тонкі (1 мкм і менше) металеві мембрани. Багатошарові рентгенівські дзеркала забезпечують бреггівське відбиття за умови D = λ / (2sinΘ), де D — період структури і Θ — кут ковзання. При перпендикулярному падінні випромінювання Θ = 90 ° і період D = λ / 2, тому товщина кожного шару в рентгенівському дзеркалі дорівнює приблизно λ / 4 або 1 нм.
Рентгенолітографія, як і оптична літографія, здійснюється одночасним експонуванням великої кількості деталей малюнка, але короткохвильове рентгенівське випромінювання дозволяє створювати малюнок з тоншими деталями та вищою роздільною здатністю.
Завдяки малій довжині хвилі рентгенівського випромінювання методи рентгенолітографії мають високу роздільну здатність (~ 10 нм). У порівнянні з електронно-променевою та йонно-променевою літографією, в рентгенівській літографії малі радіаційні пошкодження формованих структур і висока продуктивність завдяки можливості одночасної обробки великих площ зразка. Рентгенівська літографія відрізняється великою глибиною різкості і малим впливом матеріалу підкладки та її топографії на роздільну здатність.

## Ссылки
- Proximity X-ray Lithography // SPIE OPTIPEDIA, from H. J. Levinson, Principles of Lithography, Second Edition, SPIE Press, Bellingham, WA (2005) (англ.)
- https://ece.uwaterloo.ca/~bcui/content/NE%20353/5%20X-ray%20lithography_1.pptx (англ.)
- http://www.me.mtu.edu/~microweb/chap1/ch1-4-2.htm (англ.)
- http://www.ece.umd.edu/class/enee416.F2007/GroupActivities/Presentation2.pdf (англ.)